# Eriborus applicitus
Eriborus applicitus là một loài tò vò trong họ Ichneumonidae.